# マルチェッリーナ
マルチェッリーナ（伊: Marcellina）は、イタリア共和国ラツィオ州ローマ県にある、人口約7,000人の基礎自治体（コムーネ）。

## 地理

### 位置・広がり
ローマ県北東部に位置するコムーネ。ティヴォリから北へ7km、ローマ中心部から北東へ約32kmの距離にある。

#### 隣接コムーネ
隣接するコムーネは以下の通り。
- サン・ポーロ・デイ・カヴァリエーリ - 東
- ティーヴォリ - 南
- グイドーニア・モンテチェーリオ - 西

サン・ポーロ・デイ・カヴァリエーリが、北西から北を経て東にかけて隣接する。

### 地勢
モンティ・ルクレティリ山地の南西に位置する。コムーネの一部はモンティ・ルクレティリ州立自然公園 (it:Parco regionale naturale dei Monti Lucretili) に含まれている。

### 気候分類・地震分類
マルチェッリーナにおけるイタリアの気候分類 (it) および度日は、zona D, 1865 GGである。
また、イタリアの地震リスク階級 (it) では、zona 2B (sismicità media) に分類される。

## 行政

### 山岳部共同体
広域行政組織である山岳部共同体「モンティ＝サビニ・ティブルティーニ・コルニコラニ・エ・プレネスティーニ山岳部共同体」 (it:Comunità montana dei Monti Sabini, Tiburtini, Cornicolani e Prenestini) （事務所所在地: ティヴォリ）に属する。

## 交通

### 鉄道
トレニタリア (FS)
- ローマ＝スルモーナ＝ペスカーラ線 (it:Ferrovia Roma-Sulmona-Pescara) 
マルチェッリーナ＝パロンバラ駅 (it:Stazione di Marcellina-Palombara)